# Pitomača

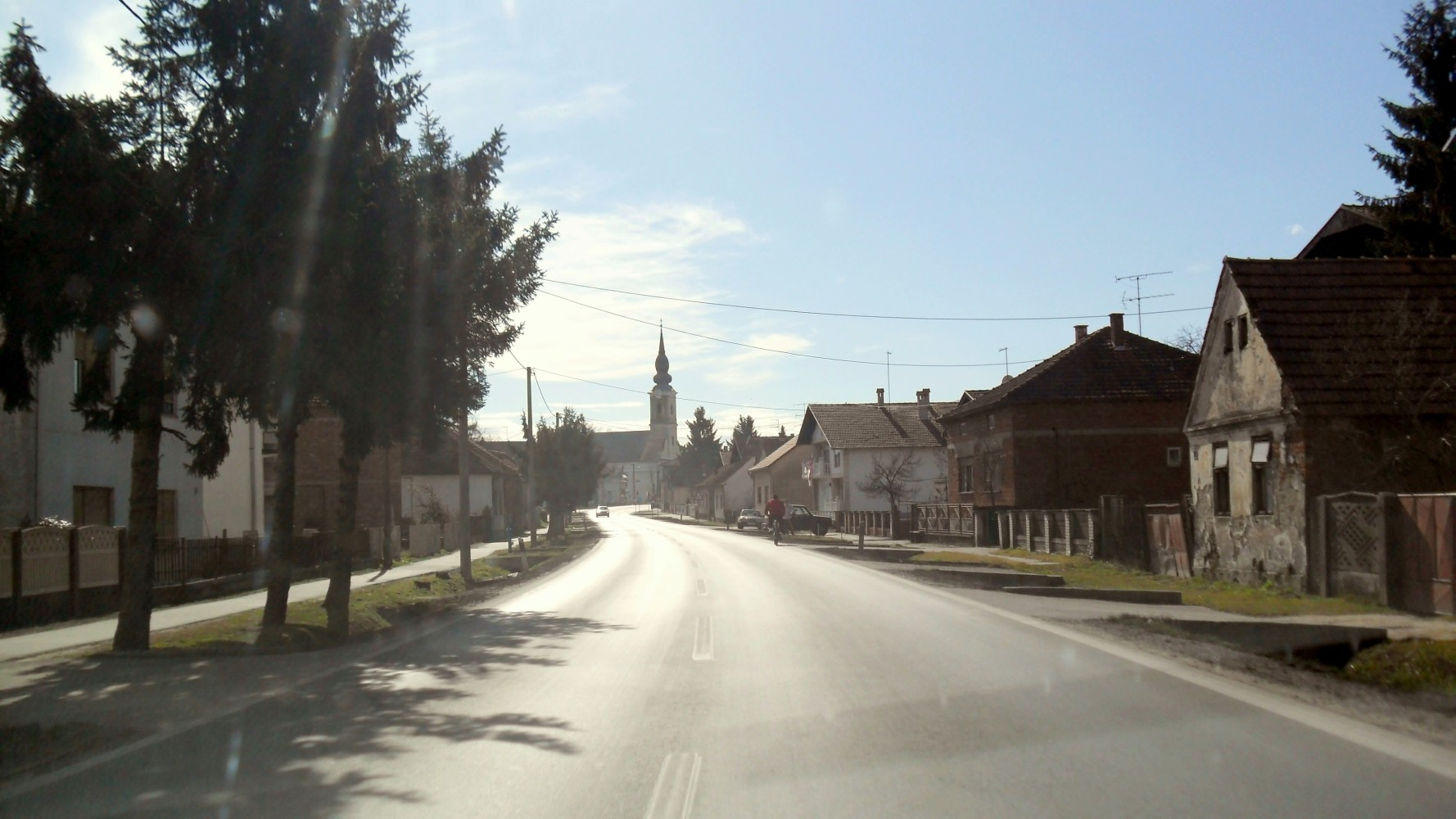
Blik op het centrum van Pitomača, Kroatië.

Pitomača (Hongaars: Pitomacsa) is een gemeente in de Kroatische provincie Virovitica-Podravina.
Pitomača telt 10.465 inwoners.
Steden (gradovi): Virovitica · Orahovica · Slatina

Gemeenten (općine): Crnac · Čačinci · Čađavica · Gradina · Lukač · Mikleuš · Nova Bukovica · Pitomača · Sopje · Suhopolje · Špišić Bukovica · Voćin · Zdenci